# Щеглаева
Щеглаева — деревня в Заларинском районе Иркутской области России. Входит в состав Веренского муниципального образования. Находится примерно в 71 км к юго-западу от районного центра.

## Население
| 2002 | 2010 | 2011 | 2012 |
| ---- | ---- | ---- | ---- |
| 7    | ↘5   | →5   | →5   |

Гендерный состав
По данным Всероссийской переписи, в 2010 году в деревне проживало 5 человек (4 мужчины и 1 женщина).